# Eleonore d'Olbreuse
Éléonore Desmier d'Olbreuse, född 3 januari 1638 i Deux-Sèvres, död 5 februari 1722 i Celle, var en fransk adelsdam, först mätress och sedan maka till hertig Georg Wilhelm av Lüneburg-Celle och mor till den brittiska drottningen Sofia Dorotea av Celle.

## Biografi
Eleonore var född i en adlig hugenottfamilj som dotter till Alexandre d'Esmier d'Olbreuse och Jacquette Poussard du Bas-Vandré et de Saint-Marc. Hon blev 1661 hovdam åt Marie de la Tour d'Auvergne vid det franska hovet i Paris. År 1664 medföljde hon Marie de la Tour d'Auvergne till Hessen, där hon mötte hertig Georg Wilhelm av Lüneburg-Celle, som blev förälskad i henne. Hon blev hans mätress och fick titeln Dam av Harburg, och 1666 föddes deras enda barn Sofia Dorotea. Georg Wilhelm ville gärna gifta sig med henne, men äktenskapet skulle då bli morganatiskt, och Eleonore ville inte gifta sig på de villkoren. 
År 1674 fick hon titeln grevinna av Wilhelmsburg och hennes dotter blev officiellt legitimerad. Paret gifte sig slutligen år 1676: äktenskapet var inte morganatiskt, och Éléonore fick därför titeln hertiginna av Lüneburg-Celle. Parets förhållande beskrivs som lyckligt. 1682 arrangerades ett politiskt äktenskap mellan deras dotter Sofia Dorotea och hennes makes brorson och arvinge, Georg Ludvig. Hennes dotters äktenskap blev mycket olyckligt och Sofia Dorotea sattes 1694 i livstids husarrest för otrohet. Éléonore besökte ofta sin dotter och försökte resten av sitt liv utan framgång få henne frisläppt. Hon blev änka 1705 och flyttade då in i slottet Lüneburg, som var hennes morgongåva, där hon avled nästan blind.